# Cuphea rigidula
Cuphea rigidula là một loài thực vật có hoa trong họ Lythraceae. Loài này được Benth. mô tả khoa học đầu tiên năm 1840.